# Zugdidi
Zugdidi (em georgiano:  ზუგდიდი; em mingrélio: ზუგიდი, literalmente "monte grande") é uma cidade no oeste da província histórica de Mingrélia, na Geórgia. Localiza-se a 318 quilômetros a oeste da capital do país, Tbilisi, a 30 quilômetros do litoral do Mar Negro e a 30 da cadeia de montanhas de Egrissi. Situada a 100-110 metros acima do nível do mar, tinham em 2014, uma população de 42.998 habitantes. Zugdidi é a capital da região de Mingrélia-Alta Suanécia, que reúne as regiões históricas da Mingrélia e Suanécia.
O nome "Zugdidi" significa "monte grande/alto" no idioma laz-mingrélio (cólquida). Entre os marcos arquitetônicos da cidade estão o Palácio da Rainha e o Palácio de Niko (atualmente abrigando os museus do Palácio de Dadiani), ambos do século XIX, e as igrejas da Virgem de Blaquernas (1825-30) e de Mantskhvar-kari (séculos X-XIV). Também existe na cidade um antigo jardim botânico (Jardim da Rainha) e o bulevar da cidade.
Historicamente, Zugdidi foi a capital do principado da Mingrélia (Odishi) até 1867, quando o principado foi abolido pelo Império Russo. Em 1993 o primeiro presidente da Geórgia, Zviad Gamsakhurdia, estabeleceu na cidade um governo paralelo ao de Eduard Shevardnadze, então presidente do país.
Uma máscara mortuária de Napoleão encontra-se em exibição no Museu do Palácio de Dadiani, em Zugdidi; o acervo do museu também contém um sudário atribuído a Maria, mãe de Jesus.

## Demografia
Em 2014, sua população era de 42.998 pessoas.